# Electronic Entertainment Expo

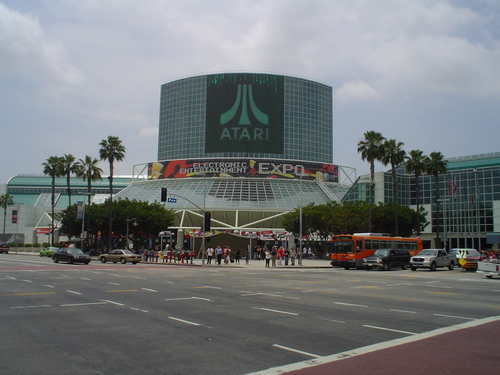
LA Conference Centre (E3 2005)

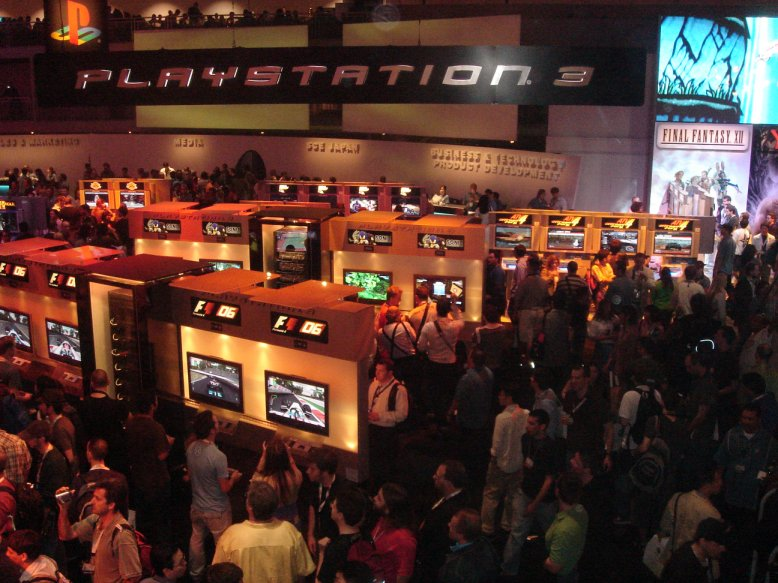
Sony-Stand auf der E3 2006

Das alte Logo bis Oktober 2017

Die Electronic Entertainment Expo, kurz E3 (alte Eigenschreibweise E³), war eine der weltweit bedeutendsten und besucherstärksten Messen für Video- und Computerspiele. Auf ihr präsentierten Spieleentwickler und Publisher im Rahmen von Pressekonferenzen aktuelle und kommende Produkte. Diese fanden in der Regel vor der eigentlichen Besuchermesse statt und sind Fachbesuchern und akkreditierter Presse vorbehalten.
Die E3 fand von 1995 bis 2019, bis auf wenige Ausnahmen, in Los Angeles statt und wurde von der Entertainment Software Association (ESA) veranstaltet. Die Veranstaltungen ab 2020 fanden aufgrund der COVID-19-Pandemie nur online statt oder wurden ganz abgesagt. Mitte Dezember 2023 wurde bekannt gegeben, dass die E3 in Zukunft nicht mehr stattfinden wird.
Seit 1998 wurden auf der E3 auch die Game Critics Awards verliehen. Vergleichbare internationale Messen sind die Tokyo Game Show und die Gamescom in Köln.

## Geschichte

### 1995 bis 2006: Die Anfänge
Die erste Ausrichtung der Messe fand zwischen dem 11. und 13. Mai 1995 im Los Angeles Convention Center statt und hatte über 40.000 Besucher. Aufgrund gescheiterter Verhandlungen mit dem Los Angeles Convention Center fand die Messe 1997 und 1998 im Georgia World Congress Center in Atlanta statt. Die Besuchermesse kehrte 1999 wieder nach Los Angeles zurück und verzeichnete eine deutliche Steigerung der Besucherzahlen.
Seit der ersten Messe 1995 gehören Nintendo, Sony und Sega zu den größten Videospielentwicklern und Publishern, die auf der E3 ihre Spiele präsentieren. Seit 2000 präsentiert auch Microsoft auf der E3 eigene Spiele. Sega war von 2002 bis 2018 nicht mehr bedeutend vertreten.
Bei der E3 2005 wurde ein bis heute gültiger Rekord von über 70.000 Besuchern aufgestellt. Annähernd hohe Besucherzahlen wurden erst 2018 wieder erreicht.

### 2006 bis 2008: Die E3 in der Krise
Ende Juli 2006 wurde bekannt, dass einige große Firmen der Branche die E3 nicht mehr unterstützen würden, was letztendlich das Aus für die Messe in dieser Form bedeutete. Die Verleger und Entwickler kritisierten vor allem die stetig steigenden Kosten, weswegen die Organisatoren eine radikale Konzeptänderung ankündigten, die unter anderem auch eine Verkleinerung sowie einen Umzug der Veranstaltung beinhaltete.
Am 1. August 2006 bestätigte der Chef des Veranstalters Entertainment Software Association (ESA), dass die E3 in ihrer bisherigen Form nicht weitergeführt werde. Das neue Konzept beinhaltete unter anderem einen neuen Termin statt im Mai nun im Juli, was eine Nähe zum Weihnachtsgeschäft böte. Außerdem sollte die E3 nicht mehr im Los Angeles Convention Center, sondern in den Tagungsräumen eines oder mehrerer Hotels in Los Angeles stattfinden. Als ausschließliche Fachbesuchermesse würden statt mit 60.000 nur noch mit 3.000 bis 4.000 Besuchern gerechnet.
Letztlich fand die E3 2007 mit verändertem Konzept in erheblich kleineren Rahmen als in den vorherigen Jahren in einem Hangar des Santa Monica Municipal Airport in Santa Monica statt. Diese E3 Media & Business Summit 2007 genannte Messe für Fachbesucher und akkreditierte Presse fand vom 11. bis 13. Juli 2007 statt und hatte aufgrund der Einschränkungen deutlich weniger Besucher, als die Messen zuvor.
Als damalige Nachfolgeveranstaltung für Verbraucher fand vom 18. bis 20. Oktober 2007 die Entertainment for All oder E for All erstmals im Los Angeles Convention Center statt. Diese Veranstaltung wurde schon nach der zweiten Ausrichtung 2008 aufgelöst, da man sie im Folgejahr wieder in die E3 integrierte.
Die E3 von 2008 war für den 15. Juli 2008 angesetzt und endete zwei Tage später, am 17. Juli. Sie fand wieder im Los Angeles Convention Center statt, hatte aber immer noch deutlich weniger Besucher, als die vorherigen Veranstaltungen in Los Angeles.

### 2008 bis 2010: Kritik und Rückkehr zu alter Form
Nach Ende der E3 2008 wurde Kritik seitens der Videospielhersteller laut, unter anderem von Sega, Ubisoft und EA. Sie „hassten die furchtbare E3, die nun wie eine Handwerker-Show im Keller wirke.“ Früher wäre sie noch beachtet worden, doch jetzt „scheine sie an Wichtigkeit verloren zu haben.“ Außerdem sei der Zeitpunkt im Monat Juli unangemessen, da man sein Angebot für das Weihnachtsgeschäft bereits früher, etwa im Mai, zeigen wolle.
Auch wurde Kritik seitens der Konsumenten ausgeübt. So nutzten die Hersteller die E3 nicht mehr wirklich, um neue Spiele anzukündigen, Trailer zu zeigen oder anderes Material zu veröffentlichen. Beispielsweise zeigte der Hersteller Nintendo auf seiner Pressekonferenz nur drei eigene Spiele, die von einem einzigen seiner Studios entwickelt werden, obwohl Nintendo über eine nicht geringe Anzahl interner Studios verfügt. Überdies wurde die Zielgruppe dieser Spiele kritisiert.
Aufgrund dieser Reaktionen entschied man sich, mit der E3 2009 wieder zum alten Konzept vor 2007 zurückzukehren und die Messe für das allgemeine Publikum zu öffnen, also auf eine Einladungspflicht zu verzichten. Mit diesem Schritt möchte der Veranstalter die E3 wieder als wichtigste Besuchermesse im Computer- und Videospielesektor etablieren.
Die E3 2009 fand vom 1. bis 4. Juni wieder in Los Angeles statt. Sie war zwar weiterhin größtenteils Fachbesuchern und Presse vorbehalten, doch die Besucherzahlen konnten trotzdem auf 41.000 gesteigert werden. Seitdem findet die Messe wieder unter dem alten Namen „Electronic Entertainment Expo“ alljährlich im Juni im Los Angeles Convention Center statt.

### 2010 bis 2020: Die E3 im Aufwind und neue Entwickler
Zur E3 2010 kamen mit Electronic Arts, Konami und Ubisoft drei neue Spieleentwickler mit eigenen Präsentationen dazu. Konami war allerdings nur bis 2013 auf der E3 vertreten. Ebenfalls seit 2013 veranstaltet Nintendo keine Pressekonferenz mehr, sondern zeigt stattdessen ein vorher aufgezeichnetes Präsentations-Video per Livestream.
Seit der E3 2014 überträgt Twitch die Pressekonferenzen der Entwickler und Publisher per Live-Streaming auf seiner Plattform. Dazu ging Twitch eine Partnerschaft mit dem Veranstalter Entertainment Software Association ein.
Größere Bedeutung erfuhr die E3 2015, seitdem präsentieren mit Bethesda und Square Enix zwei weitere bekannte Spieleentwickler bzw. Publisher ihre Spiele auf der E3 in eigenen Pressekonferenzen. Seit 2016 präsentiert Electronic Arts neue Spiele nicht mehr auf der E3, sondern bei einer separaten Veranstaltung, der „EA Play“, die kurz vor der E3 stattfindet. Aufgrund der vor der E3 stattfindenden Pressekonferenzen wird die „EA Play“ von der Presse weiterhin zur E3 gezählt.
Für die E3 2017 wurden erstmals 15.000 Tickets für die allgemeine Öffentlichkeit freigegeben. Die Karten waren ausverkauft. Seitdem können auch Privatbesucher ein Ticket für die E3 erwerben. Zuvor wurden einige Tickets von Entwicklern und Publishern an deren Fans verkauft.
Im Oktober 2017 führte die „ESA“ ein neues Logo für die E3 ein, dabei wurde das alte dreidimensionale Logo durch ein flaches mit stilisierter Grafik ersetzt.
Mit der E3 2018 erreichte die E3 die höchsten Besucherzahlen seit 2005, mit knapp 70.000 Besuchern. Aufgrund fehlender Modernisierungen des Los Angeles Convention Centers wurden von der „ESA“ keine weiteren Termine für die E3 nach 2019 bekanntgegeben, da Alternativen geprüft würden. Somit könnte die E3 nach 2019 Los Angeles erneut verlassen. Nach der E3 2019 gab die „ESA“ jedoch bekannt, auch die nächste E3 im Jahr 2020 im Los Angeles Convention Center stattfinden zu lassen.

### 2020 bis 2023: Corona-Pandemie und das Ende der E3
Die E3 2020 wurde im März 2020 aufgrund der COVID-19-Pandemie abgesagt. Sie sollte stattdessen als Online-Event per Livestream stattfinden. Anfang April 2020 sagte die „ESA“ auch das Online-Event ab, Aussteller präsentierten stattdessen Neuheiten in individuellen Präsentationen. Die darauffolgende E3 im Jahr 2021 fand vom 12. bis 15. Juni 2021 nur als digitale Online-Veranstaltung per Livestream und mit einer eigenen App statt.
Die E3 2022 sollte zwischen dem 11. und 14. Juni 2022 ursprünglich wieder als Veranstaltung vor Ort in Los Angeles mit Besuchern stattfinden. Im Januar 2022 wurde diese physische Veranstaltung von der „ESA“ aufgrund der COVID-19-Pandemie abgesagt, ob es ein digitales Event geben würde, war lange unklar. Ende März 2022 wurde schließlich die komplette E3 2022 abgesagt, eine Online-Veranstaltung fand wie 2020 nicht statt. Die „ESA“ plante für 2023 eine „neu belebte“ Rückkehr als physische und digitale Veranstaltung in Los Angeles mit neuen Konzepten. Die E3 sollte im Juni 2023 mit dem neuen Veranstalter „Reedpop“ als Präsenzveranstaltung in Los Angeles zurückkehren. Nach der Absage von etlichen Hardwareherstellern und Publishern wurde die E3 2023 abermals abgesagt.
Am 12. Dezember 2023 gab die „ESA“ nach über zwei Jahrzehnten E3 das endgültige Ende der Messe bekannt. Auf der offiziellen Website und auf den Social-Media-Kanälen wurde hierzu eine kurze Abschieds- und Dankesbotschaft veröffentlicht, die der Präsident und CEO der „ESA“, Stanley Pierre-Louis, bestätigte.

## Liste der Messen
| Jahr | Datum          | Veranstaltungsort                                         | Besucherzahl | Bedeutendste Präsentatoren                                                                                          | Anmerkungen |
| ---- | -------------- | --------------------------------------------------------- | ------------ | --- | --- |
| 1995 | 11. – 13. Mai  | Los Angeles Convention Center, Los Angeles, Kalifornien   | 40.000       | Nintendo, Sega, Sony                                                                                                | Erste Ausrichtung |
| 1996 | 16. – 18. Mai  | Los Angeles Convention Center, Los Angeles, Kalifornien   | 57.795       | Nintendo, Sega, Sony                                                                                                | |
| 1997 | 19. – 21. Juni | Georgia World Congress Center, Atlanta, Georgia           | k. A.        | Nintendo, Sega, Sony                                                                                                | Nach gescheiterten Verhandlungen mit dem Los Angeles Convention Center Umzug nach Atlanta |
| 1998 | 28. – 30. Mai  | Georgia World Congress Center, Atlanta, Georgia           | k. A.        | Nintendo, Sega, Sony                                                                                                | |
| 1999 | 13. – 15. Mai  | Los Angeles Convention Center, Los Angeles, Kalifornien   | k. A.        | Nintendo, Sega, Sony                                                                                                | |
| 2000 | 11. – 13. Mai  | Los Angeles Convention Center, Los Angeles, Kalifornien   | k. A.        | Microsoft, Nintendo, Sega, Sony                                                                                     | |
| 2001 | 17. – 19. Mai  | Los Angeles Convention Center, Los Angeles, Kalifornien   | k. A.        | Microsoft, Nintendo, Sega, Sony                                                                                     | |
| 2002 | 22. – 24. Mai  | Los Angeles Convention Center, Los Angeles, Kalifornien   | k. A.        | Microsoft, Nintendo, Sony                                                                                           | |
| 2003 | 14. – 16. Mai  | Los Angeles Convention Center, Los Angeles, Kalifornien   | k. A.        | Microsoft, Nintendo, Sony                                                                                           | |
| 2004 | 11. – 13. Mai  | Los Angeles Convention Center, Los Angeles, Kalifornien   | k. A.        | Microsoft, Nintendo, Sony                                                                                           | |
| 2005 | 18. – 20. Mai  | Los Angeles Convention Center, Los Angeles, Kalifornien   | 70.000       | Microsoft, Nintendo, Sony                                                                                           | Aktueller Besucherrekord der E3 |
| 2006 | 10. – 12. Mai  | Los Angeles Convention Center, Los Angeles, Kalifornien   | k. A.        | Microsoft, Nintendo, Sony                                                                                           | |
| 2007 | 11. – 13. Juli | Santa Monica Municipal Airport, Santa Monica, Kalifornien | <10.000      | Microsoft, Nintendo, Sony                                                                                           | unter dem Namen E3 Media & Business Summit |
| 2008 | 15. – 17. Juli | Los Angeles Convention Center, Los Angeles, Kalifornien   | <10.000      | Microsoft, Nintendo, Sony                                                                                           | unter dem Namen E3 Media & Business Summit |
| 2009 | 2. – 4. Juni   | Los Angeles Convention Center, Los Angeles, Kalifornien   | 41.000       | Microsoft, Nintendo, Sony                                                                                           | |
| 2010 | 14. – 17. Juni | Los Angeles Convention Center, Los Angeles, Kalifornien   | 45.600       | Electronic Arts, Konami, Microsoft, Nintendo, Sony, Ubisoft                                                         | |
| 2011 | 7. – 9. Juni   | Los Angeles Convention Center, Los Angeles, Kalifornien   | 46.800       | Electronic Arts, Konami, Microsoft, Nintendo, Sony, Ubisoft                                                         | |
| 2012 | 5. – 7. Juni   | Los Angeles Convention Center, Los Angeles, Kalifornien   | 45.700       | Electronic Arts, Konami, Microsoft, Nintendo, Sony, Ubisoft                                                         | |
| 2013 | 11. – 13. Juni | Los Angeles Convention Center, Los Angeles, Kalifornien   | 48.200       | Electronic Arts, Konami, Microsoft, Nintendo, Sony, Ubisoft                                                         | Nintendo begann mit der Tradition, ein aufgezeichnetes Präsentations-Video statt einer Pressekonferenz zu zeigen |
| 2014 | 10. – 12. Juni | Los Angeles Convention Center, Los Angeles, Kalifornien   | 48.900       | Electronic Arts, Microsoft, Nintendo, Sony, Ubisoft                                                                 | |
| 2015 | 16. – 18. Juni | Los Angeles Convention Center, Los Angeles, Kalifornien   | 52.200       | Bethesda Softworks, Electronic Arts, Microsoft, Nintendo, Oculus Rift, Sony, Square Enix, Ubisoft                   | Einführung der „PC Gaming Show“, die Spiele für Personal Computer unabhängig von Entwickler und Publisher vorstellt. Seit diesem Jahr halten auch Bethesda Softworks und Square Enix eigene Pressekonferenzen.                  |
| 2016 | 14. – 16. Juni | Los Angeles Convention Center, Los Angeles, Kalifornien   | 50.300       | Bethesda Softworks, Electronic Arts, Microsoft, Nintendo, Sony, Square Enix, Ubisoft                                | Seit diesem Jahr präsentiert Electronic Arts nicht mehr im LA Convention Center, sondern separat auf der „EA Play“ zu Beginn der E3                                                                                             |
| 2017 | 13. – 15. Juni | Los Angeles Convention Center, Los Angeles, Kalifornien   | 68.400       | Bethesda Softworks, Devolver Digital, Electronic Arts, Intel, Microsoft, Nintendo, Sony, Ubisoft                    | Erstmals für die allgemeine Öffentlichkeit zugänglich, mit 15.000 verkauften Besuchertickets |
| 2018 | 12. – 14. Juni | Los Angeles Convention Center, Los Angeles, Kalifornien   | 69.200       | Atlus, Bethesda Softworks, Devolver Digital, Electronic Arts, Microsoft, Nintendo, Sega, Sony, Square Enix, Ubisoft | Höchste Besucherzahl seit 2005 |
| 2019 | 11. – 13. Juni | Los Angeles Convention Center, Los Angeles, Kalifornien   | 66.100       | Bethesda Softworks, Devolver Digital, Microsoft, Nintendo, Square Enix, Ubisoft                                     | Das erste Mal in der Geschichte der E3, dass Sony nicht auf der Messe vertreten war |
| 2020 | 9. – 11. Juni  | –                                                         | –            | – | Die Messe als physische Veranstaltung wurde aufgrund der COVID-19-Pandemie abgesagt. Sie sollte stattdessen als Online-Event per Livestream stattfinden, dieses wurde jedoch auch abgesagt.                                     |
| 2021 | 12. – 15. Juni | Online-Veranstaltung                                      | –            | Capcom, Microsoft, Nintendo, Sega, Square Enix, Ubisoft                                                             | Fand aufgrund der COVID-19-Pandemie als Online-Veranstaltung per Livestream und eigener App statt. |
| 2022 | 11. – 14. Juni | –                                                         | –            | – | Die Messe als physische Veranstaltung mit Besuchern wurde aufgrund der COVID-19-Pandemie abgesagt. Sie sollte stattdessen als digitales Online-Event per Livestream stattfinden, dieses wurde jedoch später ebenfalls abgesagt. |
| 2023 | Juni           | –                                                         | –            | – | Die Messe wurde nach Absagen etlicher Hardwarehersteller und Publisher vollständig abgesagt. |